# Pseudorchestes persimilis persimilis
Pseudorchestes persimilis persimilis é uma subespécie de insetos coleópteros polífagos pertencente à família Curculionidae.
A autoridade científica da subespécie é Reitter, tendo sido descrita no ano de 1911.
Trata-se de uma subespécie presente no território português.